# Campeonato Mundial de Judô Masculino de 1983
O Campeonato Mundial de Judô de 1983 foi a 13° edição do Campeonato Mundial de Judô, realizada em Moscou, Rússia, em 13 a 16 de ourubro de 1983.

## Medalhistas

### Homens
| Evento | Ouro                | Prata              | Bronze                                 |
| ------ | ------------------- | ------------------ | -------------------------------------- |
| -60 kg | Khazret Tletseri    | Tamas Bujko        | Kenichi Haraguchi Klaus-Peter Stolberg |
| -65 kg | Nikolai Solodukhin  | Yoshiyuki Matsuoka | Janusz Pawłowski Sandro Rosati         |
| -71 kg | Hidetoshi Nakanishi | Ezio Gamba         | Tamaz Namgalauri Steffen Stranz        |
| -78 kg | Nobutoshi Hikage    | Neil Adams         | Mircea Fratica Shota Khabarelli        |
| -86 kg | Detlef Ultsch       | Fabien Canu        | Robert Berland Seiki Nose              |
| -95 kg | Andreas Preschel    | Valeri Divisenko   | Gunther Neureuther Robert van de Walle |
| +95 kg | Yasuhiro Yamashita  | Willy Wilhelm      | Mihail Cioc Henry Stohr                |
| Aberto | Hitoshi Saito       | Vladimir Kocman    | Andras Ozsvar Robert van de Walle      |

### Quadro de Medalhas
| Ordem | País              | Medalha de ouro | Medalha de prata | Medalha de bronze | Total |
| ----- | ----------------- | --------------- | ---------------- | ----------------- | ----- |
| 1     | Japão             | 4               | 1                | 2                 | 7     |
| 2     | União Soviética   | 2               | 1                | 2                 | 5     |
| 3     | Alemanha Oriental | 2               | 0                | 1                 | 3     |
| 4     | Itália            | 0               | 1                | 1                 | 2     |
| 4     | Hungria           | 0               | 1                | 1                 | 2     |
| 6     | França            | 0               | 1                | 0                 | 1     |
| 6     | Chéquia           | 0               | 1                | 0                 | 1     |
| 6     | Grã-Bretanha      | 0               | 1                | 0                 | 1     |
| 6     | Países Baixos     | 0               | 1                | 0                 | 1     |
| 10    | Alemanha          | 0               | 0                | 3                 | 3     |
| 11    | Bélgica           | 0               | 0                | 2                 | 2     |
| 11    | Roménia           | 0               | 0                | 2                 | 2     |
| 13    | Estados Unidos    | 0               | 0                | 1                 | 1     |
| 13    | Polónia           | 0               | 0                | 1                 | 1     |